# John Wesley Young
John Wesley Young (* 17. November 1879 in Columbus, Ohio; † 17. Februar 1932 in Hanover, New Hampshire) war ein US-amerikanischer Mathematiker.

## Leben
John Wesley Young war ein Sohn des Mathematikers William Henry Young und seine Ehefrau Marie Louise Widenhorn Young. Er studierte an der Ohio State University Mathematik und Philosophie mit dem Bachelor-Abschluss 1899 und an der Cornell University Mathematik mit dem Master-Abschluss bei George Abram Miller 1901 und der Promotion 1904. Er war an der Northwestern University der Princeton University, der University of Illinois, der University of Kansas und der University of Chicago, bevor er 1911 Professor am Dartmouth College wurde. Young leitete von 1911 bis 1919 und von 1923 bis 1925 deren Mathematische Fakultät.
Young befasste sich mit Geometrie und mit Gruppentheorie. Mit Oswald Veblen schrieb er ein Buch über projektive Geometrie und entwickelte ein Axiomensystem für die projektive Geometrie. Daneben war er Mitautor und Herausgeber mehrerer Mathematiklehrbücher.
Von 1929 bis 1930 war Young der Präsident der Mathematical Association of America (MAA), deren Gründungsmitglied er war. Er war Mitherausgeber des Bulletin of the American Mathematical Society.

## Familie
John Wesley Young war der Schwager von Eliakim Hastings Moore.

## Ehrungen
Nach John Wesley Young und Oswald Veblen ist das Axiom von Veblen-Young benannt und der „Satz von Veblen und Young“ in der projektiven Geometrie, der besagt, dass projektive Räume in drei und mehr Dimensionen als Vektorräume über Schiefkörpern konstruiert werden können.

## Schriften
- mit Oswald Veblen: A Set of Assumptions for Projective Geometry. In: American Journal of Mathematics, Jg. 30 (1908), S. 347–380.
- mit Oswald Veblen: Projective geometry, 2 Bände. Ginn & Co., Boston und London 1910, zahlreiche Neuausgaben.
- Lectures on fundamental concepts of algebra and geometry. Macmillan, New York 1911.
- mit Frank Morgan: Elementary mathematical analysis. Macmillan, New York 1917.
- mit Albert Schwartz: Plane Geometry. Holt, New York 1923.
- mit Albert Schwartz: Solid Geometry. Holt, New York 1925.
- mit Tomlinson Fort und Frank Millett Morgan: Analytical geometry. Houghton Mifflin, Boston 1936.